# Nananthea
Nananthea là một chi thực vật có hoa trong họ Cúc (Asteraceae).

## Loài
Chi Nananthea gồm các loài: